# 뉴 이어스 데이 (2001년 영화)
《뉴 이어스 데이》(영어: New Year's Day)는 2001년 영국에서 제작된 코미디 드라마 영화이다.

## 출연진
- 앤드루리 포츠 - 제이크 역
- 보비 배리 - 스티븐 역
- 재클린 비싯 - 제럴딘 역
- 애너스테이지아 힐리 - 셸리 역
- 마이클 키친 - 로빈 역
- 수 존스턴 - 피셔 부인 역
- 랠프 브라운 - 다이아몬드 씨 역
- 메리앤 존뱁티스트 - 버로니카 역
- 마이클 애트웰 - 브리스토 경사 역

## 우리말 녹음
SBS 성우진 (2005년 1월 7일)
- 안지환 - 스티븐(보비 배리)
- 최원형 - 제이크(앤드루리 포츠)
- 이종혁 - 스티븐의 아버지(마이클 키친)
- 이향숙 - 제이크의 엄마(애너스테이지아 힐리) / 제이크의 동생(로리 루이스)
- 강희선 - 스티븐의 엄마(재클린 비싯)
- 최문자 - 교장 선생님(수 존스턴)
- 홍승섭 - 선생님(랠프 브라운) / 경찰(마이클 애트웰)
- 이진화 - 버로니카(메리앤 존뱁티스트)
- 박선영 - 루앤다(니콜 찰스)
- 김지혜 - 제이크의 동생(헤일리 놋)
- 안용욱 - 제이크의 친구(리엄 바) / 경찰(란지트 크리슈나마)